# Aleiodes laphygmae
Aleiodes laphygmae – gatunek błonkówki z rodziny męczelkowatych.

## Zasięg występowania
Ameryka Północna i Południowa. W krainie neotropikalnej notowany w Argentynie, Brazylii, Chile, Hondurasie, na Kubie, w Meksyku, Nikaragui i Portoryko.

## Budowa ciała
Samice osiągają 4–5 mm długości. Czułki składają się z 35–39 segmentów. Kąt tworzony przez pterostygmę i żyłkę r 1 wynosi około 160°. Ubarwienie ciała miodowożółte.

## Biologia i ekologia
Gatunek ten jest wewnętrznym parazytioidem ciem z rodziny sówkowatych: światłówki naziemnicy, Spodoptera eridania, Spodoptera frugiperda, Spodoptera ornithogalli i Pseudaletia unipuncta. Larwa przepoczwarcza się w ostatnim stadium rozwojowym gąsienicy żywicela, wykorzystując ją jako kokon.